# Góry Sanocko-Turczańskie

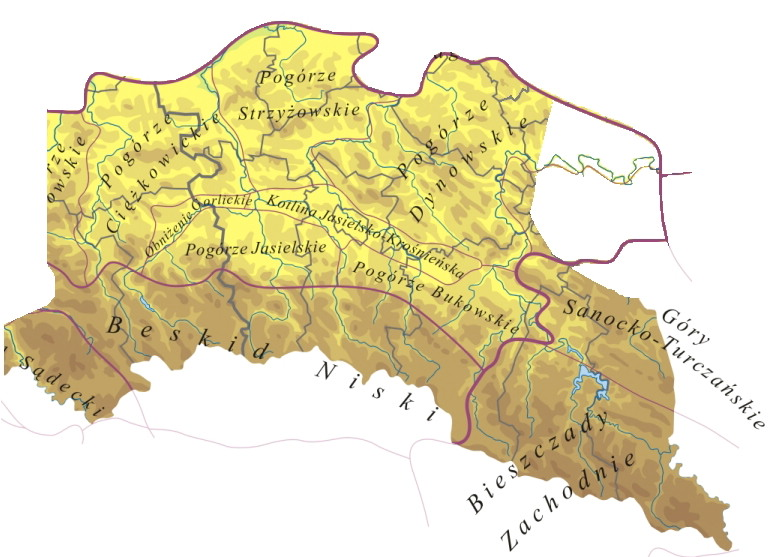
Pogórze Środkowobeskidzkie

Góry Sanocko-Turczańskie (522.11) – pasmo górskie w Beskidach Lesistych w Karpatach Wschodnich, przecięte granicą polsko-ukraińską.
Góry Sanocko-Turczańskie rozciągają się na powierzchni około 930 km² na północ od Bieszczadów, a na południe od Pogórza Przemyskiego, między dolinami środkowego Sanu i Stryja. Ich przedłużeniem za rzeką Stryj są Beskidy Brzeżne. Północną granicę stanowi umowna linia, przechodząca wzdłuż rzek Wiar, Łomna, Stupnica, Leszczawka, Lachawka i Tyrawka, zachodnią – dolina Sanu. Czasami tereny położone na wschód i południe od doliny Wiaru (m.in. masyw Suchego Obycza), oraz na zachód od Doliny Lachawki do doliny Sanu (Pasmo Wysokiego) wlicza się do Gór Sanocko-Turczańskich (są różne wersje północnej granicy). Granica południowa bywa przeprowadzana rozmaicie, najczęściej poprowadzona jest północnymi stokami Otrytu i dalej wzdłuż Sanu do ujścia Tyrawki, chociaż czasami Otryt wliczany jest do Gór Sanocko-Turczańskich, wtedy południową granicą jest dolina górnego Sanu.
Najwyższym szczytem jest Magura Łomniańska (1024 m n.p.m.), a na terenie Polski Jaworniki (909 m n.p.m.) (lub Trohaniec, jeśli przyjąć szersze granice, patrz sekcja o zasięgu omawianego obszaru). Charakterystyczny dla tych gór jest tzw. układ rusztowy, czyli system równoległych pasm górskich, przedzielonych dolinami rzek lub potoków. Wysokość gór rośnie w kierunku południowo-wschodnim.
Główne pasma Gór Sanocko-Turczańskich to Chwaniów, Góry Słonne, Żuków i Wyżyna Wańkowej, Grupa Laworty (Dział, Pasmo Małego i Wielkiego Króla oraz sama Kamienna Laworta), masyw Ostrego, Jawor i Stożek, Hoszowskie Góry Rusztowe, masyw Jaworników, masyw Magury Łomniańskiej.

## Toponimia
W średniowieczu góry te nazywane były Górami Sanockimi; (w części obecnej Ukrainy Górami Samborskimi) lub Górami Sarmackimi. W historiografii niemieckiej jako Sanoker Berge, lub Berge Saana oraz Samborer Berge.
Zgodnie z historią Korneliusza Tacyta teren ten określano mianem łac. Bastarnice Alpes, qui alias Carpathii montes na krańcach Hercynia Silva.
Drugi człon obecnej nazwy („Turczańskie”) pochodzi od miasta Turki nad Stryjem.

## Etnografia
Góry Sanockie były słabo zaludnione. Osadnicy ruscy i wołoscy, jak świadczą dokumenty pisane, weszli masowo na te tereny dopiero w XV wieku. Od średniowiecza góry były w całości własnością kilkunastu rodów szlacheckich. Najdawniejszymi rodami byli w tych górach Balowie, Herburtowie, Urbańscy, Karszniccy, Ossuchowscy, Truskolascy, Bobowcy, Strzeleccy, Krajewscy, Górscy, Laskowcy od Oświęcimów, Konarscy, Bukowscy z Nozdrca i Bukowego, Trzcińscy z Dynowa, Żurowscy z Rączyn, Nowosielscy z Wojtkowej, Chojnaccy ze Strwiążyka, Dydyńscy z Sielnicy, Łazowscy z Dydni, Tarnowieccy, Łaszewscy, Walewscy, Zarembowie, Pieniążkowie, Wiktorowie, Brześciańscy, Gniewoszowie, Łosiowie, Jordanowie, Kmitowie, Fredrowie, Krasiccy, Stadniccy, i Wisłoccy. Był to zakątek kraju bardzo ubogi, nie było fortun wystarczających ani na „szampana, ani na zamorskie wojaże”. W górach karpackich tylko sanockie były okolicą szlachty gniazdowej, ale już góry samborskie należały do królewszczyzn. Kolonizacja na prawie magdeburskim kończyła się na sanockim i przemyskim podgórzu, na samym pograniczu wschodnim i północno-wschodnim sanockiego wsie zakładane były na prawie wołoskim. Występowały tu również liczne żupy solne, z których Bojkowie rozwozili sól po całej Czerwonej Rusi.

## Zagospodarowanie turystyczne
W Górach Turczańsko-Sanockich brak jest schronisk turystycznych oraz chatek studenckich. Natomiast istnieje tu (w okolicy Leska i Ustrzyk Dolnych) stosunkowo rozbudowana infrastruktura narciarska, najlepsza w województwie podkarpackim.
W promieniu kilku kilometrów znajdują się:
- Stacja Narciarska Gromadzyń
- Stacja Narciarska Laworta
- Stacja Narciarska Wańkowa[13]
- wyciągi orczykowe na Małym Królu: o długości 450 m („Olimp”) oraz o długości 200 m.
- Stacja Narciarska Weremień[14]

### Piesze szlaki turystyczne
- Czerwony Szlak Przemysko-Sanocki na odcinku: Przełęcz Roztoka – Zawadka – Rakowa – Słonny – Przełęcz Przysłup – Słonna – Orli Kamień – Sanok
- Niebieski szlak turystyczny Rzeszów – Grybów na odcinku: Ustrzyki Dolne – Kamienna Laworta – Dźwiniacz Dolny – Wysoki Dział (Mosty) – Przełęcz Wolańska – Brańcowa – Jureczkowa
- rozdroże pod Przysłupem – Zamek Sobień
- przełęcz nad Liszną – Granicka – Bykowce
- Orli Kamień – Sanok dw. kol.
- Szlak śladami dobrego wojaka Szwejka: Sanok – Orli Kamień – Słonna – Przełęcz Przysłup – Tyrawa Wołoska – Rakowa – Zawadka – Truszowskie – Brańcowa – Przełęcz pod Brańcową

## Wydarzenia
- Jak podaje latopis Ipatijewski, wiosną 1099 węgierski król Koloman przekroczył północny łuk Karpat uderzając na księstwo halickie, gdzie w bitwie nad Wiarem doznał spektakularnej klęski. Jeszcze w XVI wieku pisarze węgierscy twierdzili, iż żadna klęska nie była większa od tej dla ich narodu[15]. Według Jana Długosza w bitwie tej miało zginąć ponad 8000 Węgrów.
- W 1377 Ludwik król węgierski i polski, przeszedł z Węgier przez Góry Sanockie kierując się na Ruś przeciwko wojskom litewskim.
- W roku 1941 przecinającą Góry Sanocko-Turczańskie linię Mołotowa rozbiły oddziały niemiecko-słowackie w ramach planu Barbarossa
- Po II wojnie światowej Góry Sanocko-Turczańskie znalazły się na terenie ZSRR. Po korekcie granic w 1951 r. część gór wraz z Ustrzykami Dolnymi została przekazana Polsce[16][17].